# کوک (نبراسکا)
کوک(به انگلیسی: Cook) شهری در ایالت نبراسکا کشور ایالات متحده آمریکا است که جمعیت آن در سرشماری سال ۲۰۱۰ میلادی، ۳۲۱ نفر بوده‌است.